# Thomas Carr (réalisateur)
Pour les articles homonymes, voir Thomas Carr et Carr.
Thomas Carr (né le 4 juillet 1907, mort le 23 avril 1997) est un réalisateur et acteur américain de cinéma et de télévision, actif en tant que réalisateur entre 1945 et 1968.

## Biographie
Thomas est né à Philadelphie dans une famille d'acteurs : son père William ainsi que sa mère Mary Carr étaient acteurs. À partir de 1915, il a tourné dans des films muets, mais n'a jamais vraiment percé. En 1945, il passe à la réalisation de films de Série B à Hollywood. La plupart de ses films sont des westerns. En 1948 il est coréalisateur de la série Superman. Entre 1951 et 1968, il travaille surtout pour la télévision et réalise notamment quatre séries mythiques dans la catégorie western, extrêmement populaires aux États-Unis mais aussi en Europe : Au nom de la loi, Rawhide, Bonanza et Le virginien. Il meurt à Ventura en 1997.

## Filmographie partielle

### Cinéma

#### Comme réalisateur
- 1945 : The Cherokee Flash (en)
- 1946 : Rio Grande Raiders (en)
- 1947 : Jesse James Rides Again (en)
- 1947 : Les Aventures de Brick Bradford (en) (Brick Bradford)
- 1948 : Superman
- 1948 : Congo Bill
- 1950 : The Daltons' Women (en)
- 1953 : Capitaine Scarlett (Captain Scarlett)
- 1954 : The Desperado
- 1954 : Stamp Day for Superman (en)
- 1956 : Three for Jamie Dawn
- 1957 : Violence dans la vallée (The Tall Stranger)
- 1958 : Fusillade à Tucson (en) (Gunsmoke in Tucson)
- 1959 : Le Révolté (Cast a Long Shadow)

#### Comme acteur
- 1920 : La Danseuse idole (The Idol Dancer) de D. W. Griffith
- 1921 : Le Bandeau de Cupidon (A Heart to Let) d'Edward Dillon
- 1924 : Le Cheval de fer (The Iron Horse) de John Ford
- 1927 : Les Ailes (Wings) de William A. Wellman et Harry d'Abbadie d'Arrast
- 1930 : Les Anges de l'enfer (Hell's Angels) d'Howard Hughes et Edmund Goulding
- 1935 : Le Mouchard (The Informer) de John Ford
- 1936 : Révolte à Dublin (The Plough and the Stars) de John Ford
- 1937 : On lui donna un fusil (They Gave Him a Gun) de W. S. Van Dyke
- 1937 : La Vie privée du tribun (Parnell) de John M. Stahl
- 1937 : SOS Coast Guard (en) d'Alan James et William Witney
- 1938 : Les Nouvelles Aventures de Flash Gordon (en) (Flash Gordon's Trip to Mars) de Ford Beebe, Robert F. Hill et Frederick Stephani
- 1938 : Un envoyé très spécial (Too Hot to Handle) de Jack Conway
- 1952 : Une minute avant l'heure H (One Minute to Zero) de Tay Garnett

### Télévision
Comme réalisateur
- 1952-1954 : Hopalong Cassidy (série télévisée)
- 1952-1958 : Les Aventures de Superman (Adventures of Superman) (série télévisée), 37 épisodes, dont :
  - Saison 1, épisode 1 : Superman on Earth (1952)
  - Saison 1, épisode 2 : The Haunted Lighthouse (1952)
- 1954-1974 : Lassie (série télévisée) (3 épisodes)
- 1955-1962 : Cheyenne (série télévisée)
- 1955-1975 : Gunsmoke (série télévisée)
- 1956-1961 : Zane Grey Theater (en) (série télévisée)
- 1957-1959 : Trackdown (série télévisée)
- 1957-1960 : Richard Diamond (Richard Diamond, Private Detective) (série télévisée)
- 1958-1961 : Au nom de la loi (Wanted: Dead or Alive) (série télévisée)
- 1959-1963 : Laramie : (série télévisée)
- 1959-1965 : Rawhide : (série télévisée)
- 1959-1973 : Bonanza (série télévisée)
- 1962-1971 : Le Virginien (série télévisée)
- 1964-1970 : Daniel Boone (série télévisée)
- 1965-1966 : A Man Called Shenandoah (en) (série télévisée)
- 1965-1966 : Honey West (série télévisée)
- 1967-1969 : The Guns of Will Sonnett (en) (série télévisée)